# Spilogona rufitarsis
Spilogona rufitarsis är en tvåvingeart som först beskrevs av Stein 1920.  Spilogona rufitarsis ingår i släktet Spilogona och familjen husflugor. Inga underarter finns listade i Catalogue of Life.